# Åsa Svensson
Åsa Svensson (nacida el 16 de junio de 1975 in Surahammar) es una tenista sueca, que entró al circuito profesional de la WTA en 1992. 
En su carrera ha conquistado dos torneos de individuales y siete de dobles. La diestra jugadora alcanzó su máxima ubicación en el ranking de la WTA el 1 de abril de 1996, cuando se ubicó en el puesto N.º 28.

## Finales WTA

### Individuales
| Leyenda                   |
| Tier I (0)                |
| Tier II (0)               |
| Tier III (2)              |
| Tier IV (0)               |
| Grand Slam (0)            |
| WTA Tour Championship (0) |

#### Triunfos (2)
| No. | Fecha                  | Torneo                | Superficie    | Oponente en la final | Marcador      |
| 1.  | 8 de noviembre de 1999 | Kuala Lumpur, Malasia | Dura          | Erika de Lone        | 6–2, 6–4      |
| 2.  | 29 de abril de 2002    | Bol, Croacia          | Tierra batida | Iva Majoli           | 6–3, 4–6, 6–1 |

#### Finalista (2)
| No. | Fecha               | Torneo                  | Superficie    | Oponente en la final | Marcador     |
| 1.  | 9 de mayo de 1994   | Praga, República Checa  | Tierra batida | Amanda Coetzer       | 6–1, 7–6(14) |
| 2.  | 10 de abril de 1995 | Houston, Estados Unidos | Tierra batida | Steffi Graf          | 6–1, 6–1     |